# Mialet (Dordogna)
Mialet è un comune francese di 675 abitanti situato nel dipartimento della Dordogna nella regione della Nuova Aquitania.

## Società

### Evoluzione demografica
Abitanti censiti